# 전쟁의 참화

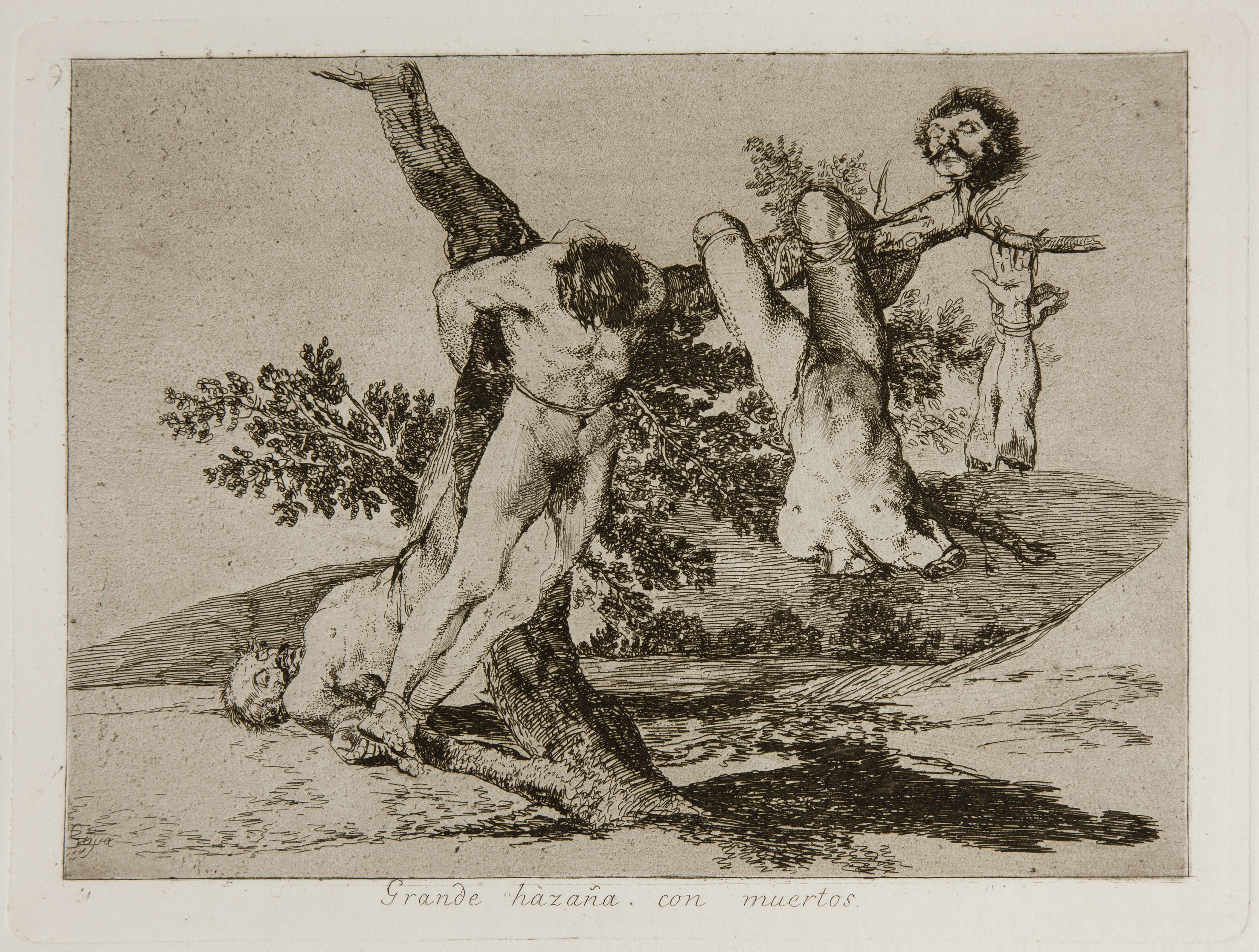
제39번 작품 〈잘 하는 짓이다! 시체를 가지고!〉(Grande hazaña! Con muertos!)

《전쟁의 참화》(스페인어: Los Desastres de la Guerra, 영어: The Disasters of War)은 1810년에서 1820년 사이에 에스파냐의 화가 프란시스코 고야가 제작한 82점의 판화 연작이다. 고야는 이 판화들을 만들면서 딱히 작품 의도를 설명하지 않았지만, 미술사학자들은 이 작품들을 도스 데 마요 봉기 및 그에 수반한 반도 전쟁에 대한 무언의 항의라고 해석하고 있다.